# Montbazin
Montbazin är en kommun i departementet Hérault i regionen Occitanien i södra Frankrike. Kommunen ligger i kantonen Mèze som tillhör arrondissementet Montpellier. År 2022 hade Montbazin 2 903 invånare.

## Befolkningsutveckling
Antalet invånare i kommunen Montbazin
Referens:INSEE